# Hugo Atzwanger
Hugo Atzwanger (* 19. Februar 1883  in Feldkirch; † 12. Juni 1960 in Bozen) war ein österreichischer Maler, Grafiker, Fotograf und Volkskundler.

## Leben
Nach dem Umzug seiner Eltern nach Brixen maturierte Atzwanger 1903 am dortigen Vinzentinum. Anschließend studierte er 1904 bis 1907 an der Akademie der Bildenden Künste in München, unter anderen bei Wilhelm von Diez und Gabriel von Hackl. Im Ersten Weltkrieg geriet er in italienische Kriegsgefangenschaft und blieb danach in Südtirol. Er führte Wandgestaltungen in Villen, Gasthöfen und Sakralräumen aus und entwickelte ein reges volkskundliches Interesse. 1937 malte er die Gaststube im Erdgeschoß des Hotels Elefant in Brixen mit heimatkundlichen Motiven aus. Von 1940 bis 1943 erstellte er im Auftrag der Forschungsgemeinschaft Deutsches Ahnenerbe zahlreiche Fotografien in Südtirol. Von 1949 bis 1957 dokumentierte er im Auftrag der Tiroler Landesregierung den Baubestand der Nord- und Osttiroler Täler.

## Werke (Auswahl)
- Circa 23.000 seiner Fotos sind im Südtiroler Landesmuseum für Volkskunde in Dietenheim archiviert.[2]

## Ehrungen
- Ehrenmitglied des Südtiroler Künstlerbundes (1956)